# Épave du Sinan

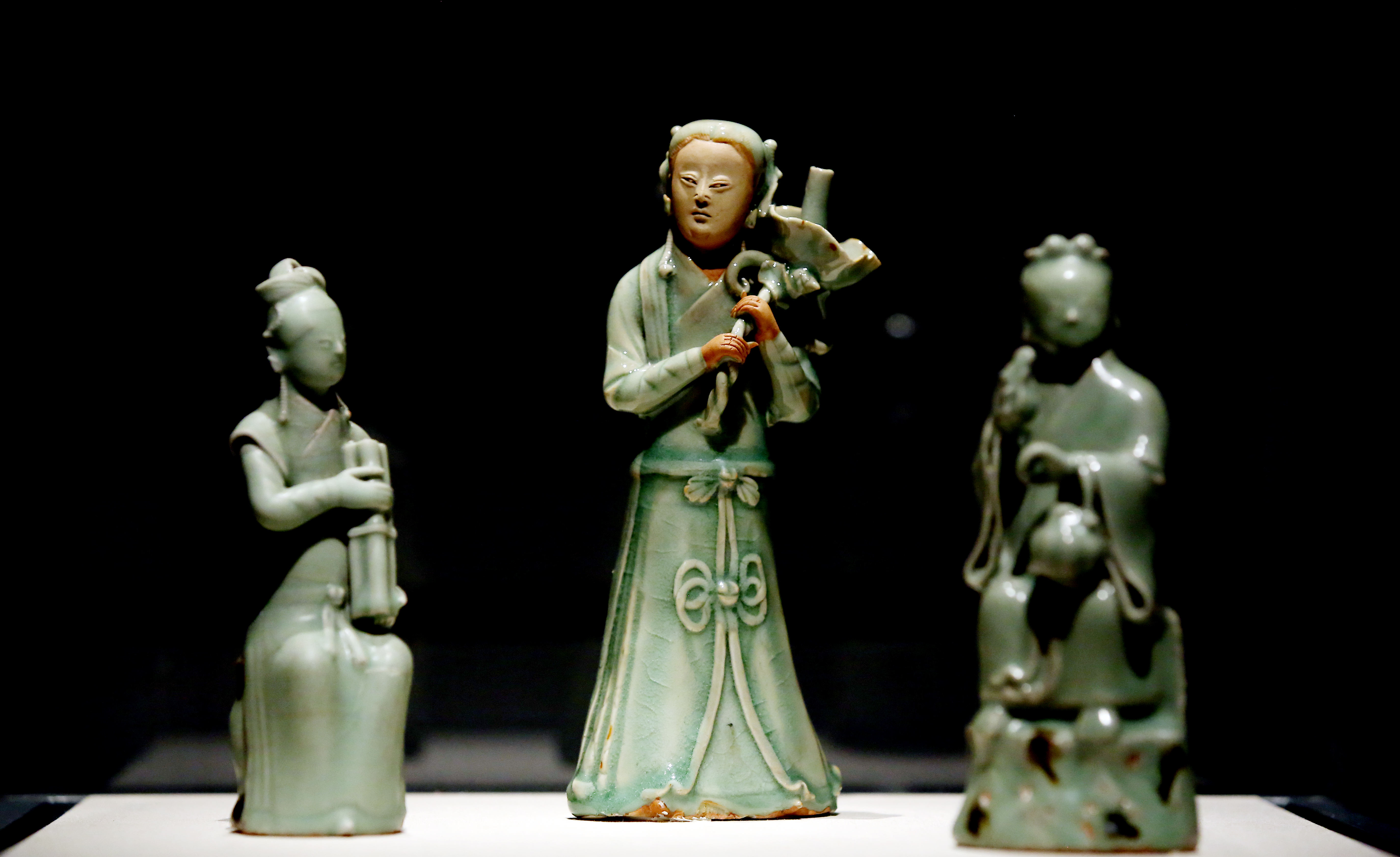
Objets provenant de l'épave

L'épave du Sinan désigne les restes d’un navire de commerce chinois de la dynastie Yuan qui s’est échoué vers 1323 entre les iles de Sinan à la pointe sud-ouest de la péninsule coréenne. Découvert en 1976, il transportait des céramiques chinoises vers le Japon, en particulier des pièces provenant des fours de Longquan et de Jingdezhen. Cette découverte a contribué à la compréhension des influences chinoises sur l’époque de Muromachi au Japon.

## Découverte
La redécouverte du Sinan commence en mai 1975 lorsqu’un pêcheur remonte six objets dans ses filets au large de Bangchuk-ri sur l’ile Jeungdo (ko). Après plusieurs investigations pour mesurer l’importance de la découverte, dix campagnes de fouilles sont menées d’octobre 1976 à septembre 1984 sous l’égide du Bureau de gestion des biens culturels et avec l’aide de l’Unité de sauvetage en mer de la marine. Les fouilles se sont déroulées à une profondeur de 20-25 mètres dans des conditions rendues difficiles par les courants dus à la marée d’une vitesse moyenne de 2,5 nœuds et une visibilité pratiquement nulle en raison de la nature boueuse du terrain. La cargaison est maintenant exposée au musée maritime national de Mokpo (ko) et ils ont été présentés en 2016 dans le cadre d’une exposition temporaire dans les musées nationaux de Séoul et de Gwangju.

## Description
Il s’agit d’un navire marchand en bois dont la longueur a été estimée à 34 mètres pour 11 mètres de large et 3,75 à 4,5 mètres de hauteur. Gîtant à bâbord et enfoncée dans la vase, la coque a été relativement bien préservée, contrairement au pont et à la mature qui étaient recouverts de rouille. Les étiquettes ainsi que l’analyse de sa construction et de l’origine du bois, des provisions et de la cargaison soutiennent l’hypothèse que le navire était parti de Ningbo, un port situé au sud de Shanghaï, dans le but de rejoindre Hakata et Kyoto au Japon avec des objets pour des particuliers ou des temples bouddhistes tels que le Tohoku-ji.
D’un poids de 260 tonnes, il avait une capacité de 200 tonneaux et transportait plus de 20 000 objets en porcelaine, 28 tonnes de monnaies de cuivre et 1017 pièces en bois de santal rouge (dont des meubles qui se sont bien conservés dans la boue) provenant d’Asie du Sud-Est. Les monnaies chinoises en cuivre étaient mises en circulation au Japon car cet Etat n’émettait pas sa propre monnaie ou fondues pour faire des statues de Bouddha. Celles-ci étaient de quarante sortes différentes avec notamment des wuzhujian, des kaiyuan tongbao et des zhida tongbao. Les paquets portaient une étiquette en bois décrivant le contenu, la somme, la date et le nom du propriétaire.
Pour la porcelaine, 60 % des pièces étaient des céladons de Longquan. Il s’agit essentiellement de vases, d’encensoirs et d’objets pour la consommation du thé. Il y avait également 5 303 pièces de porcelaine bleue et blanche (en) ou blanche de type  qingbai essentiellement originaires de Jingdezhen dans le Jiangxi. A cela viennent s’ajouter 694 pièces de type chienmu et jun. Les pièces étaient empilées par lot de 10 ou 20 et emballées dans des caisses en bois fermées par une corde.
Il y’avait aussi 2305 jarres avec quatre poignées qui transportaient des produits d’usage courant puisque des restes d’épices, notamment du poivre noir et du genévrier de Chine, un bois aromatique, de l’encre et des pépins de fruits. Pratiquement toute la marchandise était d’origine Yuan à l’exception de sept céladons de Corée et d’une vingtaine de produits japonais, notamment des manches de couteau et des chaussures en bois,.

La récupération de l'épave en 1976
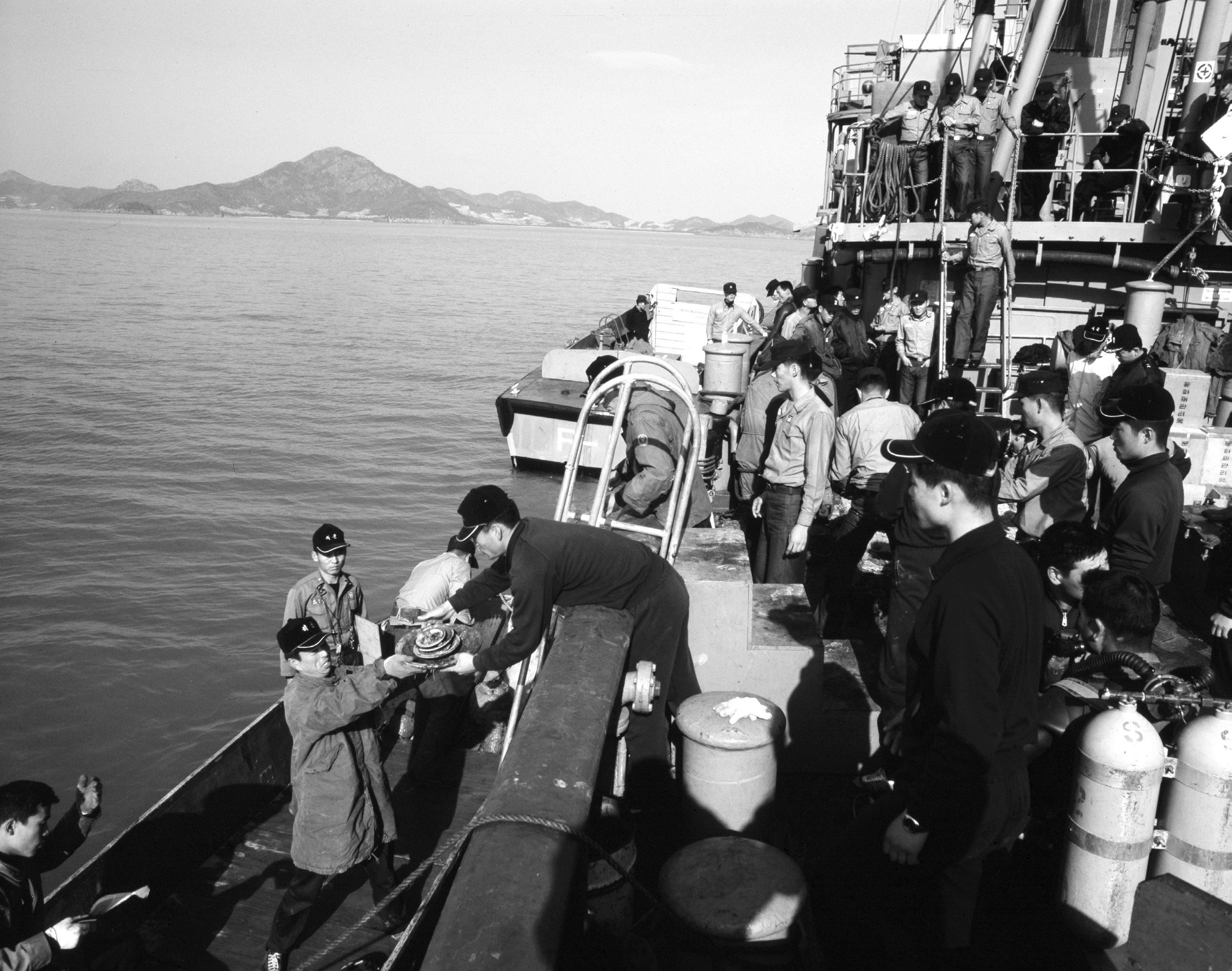
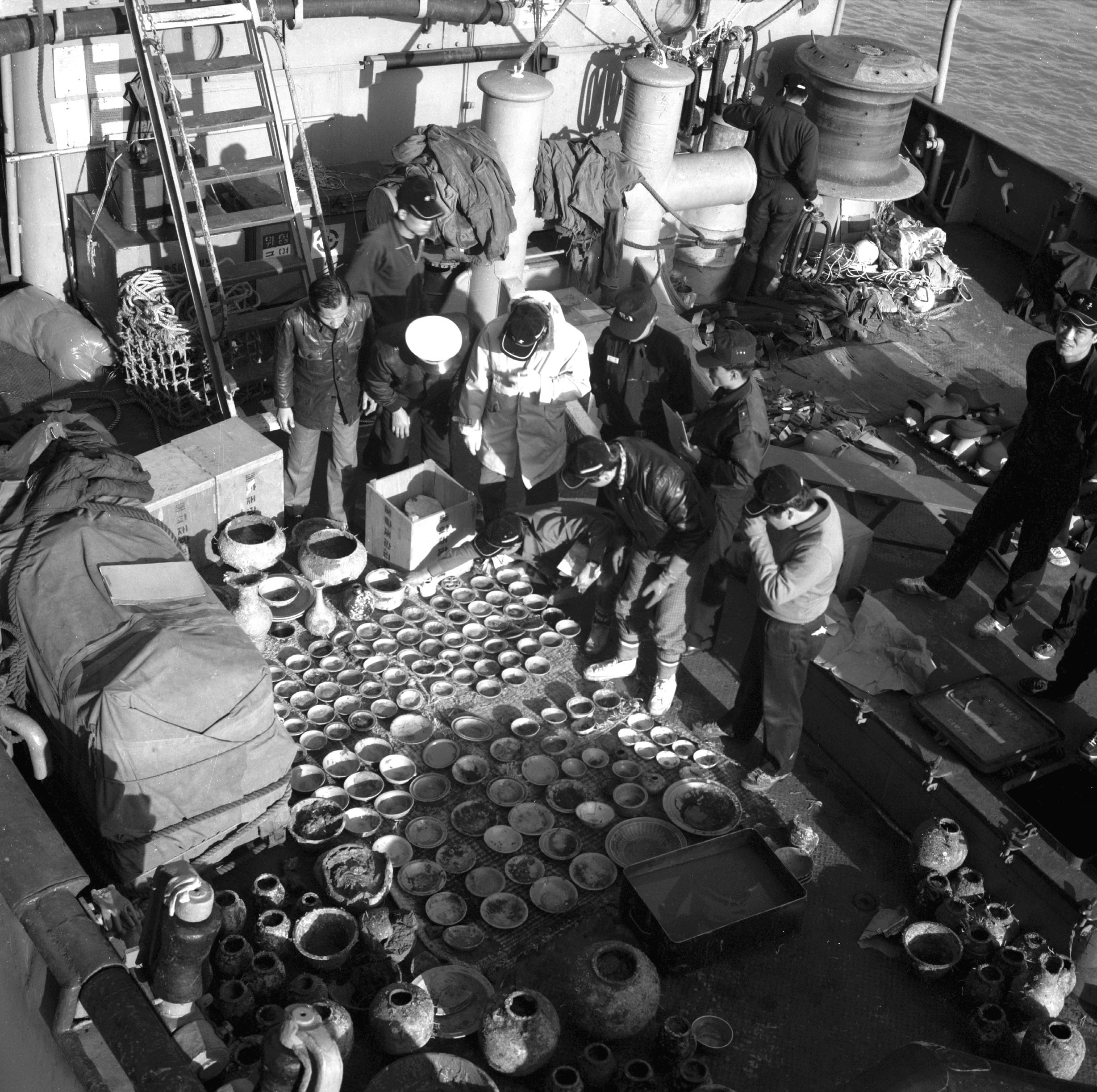
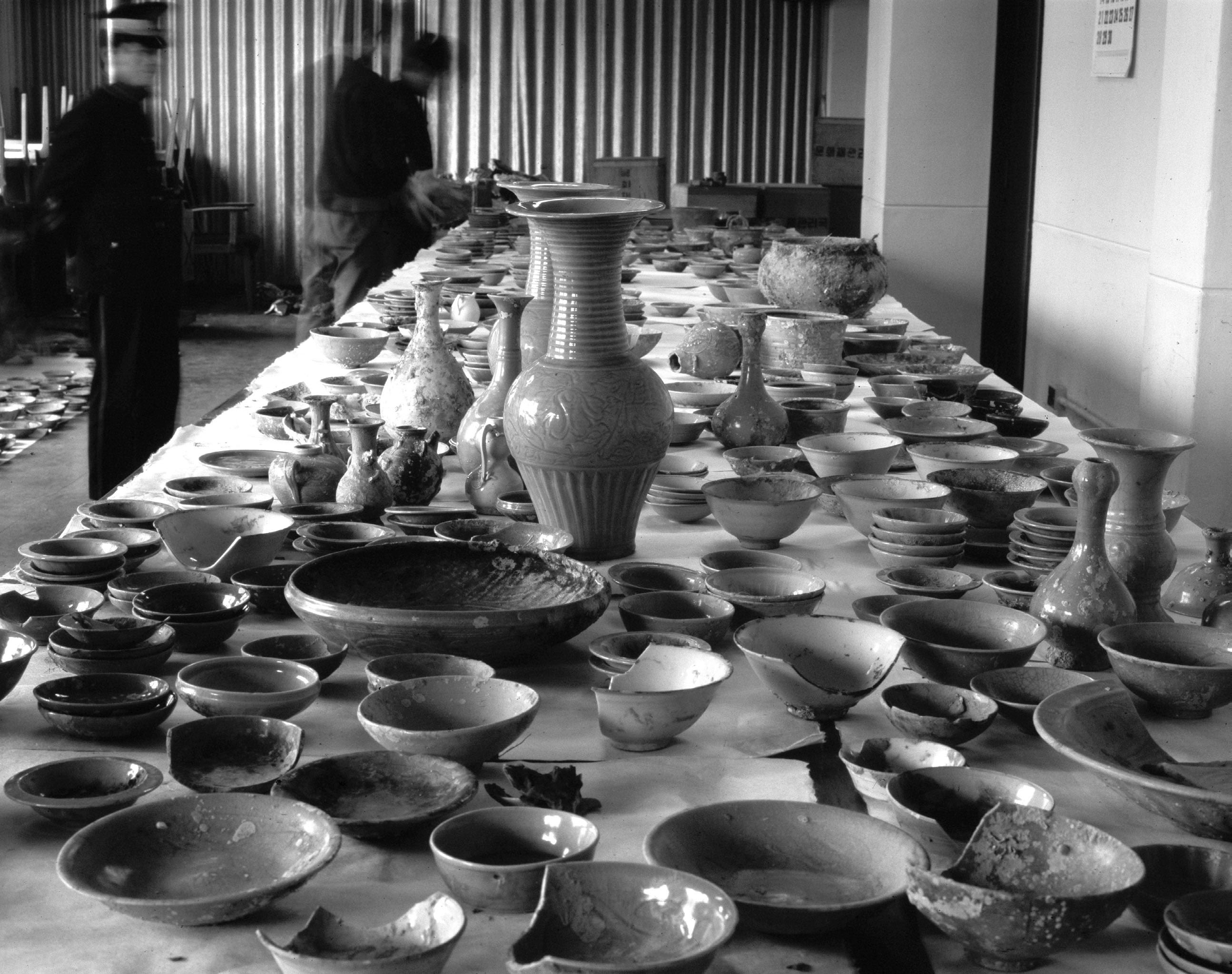